# Sleme, Bloke
Sleme este o localitate din comuna Bloke, Slovenia, cu o populație de 13 locuitori.